# Насінництво
Насі́нництво — галузь рослинництва, яка займається масовим розмноженням насіння районованих сортів для здійснення сортозаміни та сортооновлення, збереження і поліпшення їх чистосортності, біологічних і урожайних властивостей. Насінництво безпосередньо пов'язане з селекцією. В основі насінництва лежить генетика.
Насінництво являє собою господарську діяльність у сфері виробництва, сертифікації, продажу, купівлі, транспортування, маркування і контролю посівного матеріалу сортів культурних рослин в процесі його обороту.
Державне управління в галузі насінництва здійснюють Кабінет Міністрів України, центральний орган виконавчої влади з питань аграрної політики та уповноважені ним громадські організації, що об'єднують власників майнових прав інтелектуальної власності на поширення сорту в Україні, виробників посівного матеріалу та його постачальників.